# Graffiti

Graffiti pe o stație de transformare din Drumul Taberei, București

Un graffiti realizat de artistul Banksy la Londra, Anglia

Graffito (din italiană graffito, derivat din sgraffiare = a zgâria), la plural graffiti, este un termen din arheologie care desemnează o inscripție sau un desen executat fie cu pigmenți de culoare roșie, fie prin zgâriere, descoperite pe monumentele antice, varietate a ceea ce numește azi pictură murală.
În prezent, graffiti este un termen general referitor la inscripții caligrafiate sau imagini pictate sau gravate pe pereți sau alte suprafețe publice sau private, care nu sunt destinate acestui scop. Când este făcut fără consimțământul proprietarului, constituie vandalism (care este ilegal). Graffiti a existat încă din antichitate, în perioada Greciei antice și a Imperiului roman. Cu cât locul este mai privat, mai ilegal, cu atât este o performanță mai mare să îl facă. Din această cauză, o mulțime de graffiti-uri se găsesc în stațiile de metrou/autobuz. Graffiti-ul nu e doar un simplu text ci este un desen care trebuie să fie cât mai complicat și mai diferit de altele pentru a atrage atenția. Fiecare graffitist/grup de graffitiști are tag-ul său/tag-ul grupului.(tag-ul este un desen propriu pe care numai el/ei îl fac) Tag-urile personale sunt de obicei formate din 4 caractere si cele ale grupului (crew) au de obicei 3. Există și grupuri anti-graffiti (vedeți în fundul paginii) cum ar fi "Vandal Squad", care a făcut un program pe PC numit Graffiti Studio în care graffiti se poate executa pe orice suprafață, fără a mai "mâzgăli" pereții adevărați. Mai nou s-au făcut locuri speciale pentru graffiti dar aproape nimeni nu vine pentru că nu e ilegal.

## Etimologie
Cuvântul "graffiti" din limba italiană este pluralul substantivului "graffito", deși forma de singular a devenit obscură și este folosită în istoria artei, cu referire la opere de artă realizate prin zgârierea desenului pe o suprafață. Ambii termenii englezești provin din italiană, cel mai probabil de la "graffiato", participiul trecut al verbului "graffiare" (a zgâria); „grafferii” antici își scrijeleau opera pe pereți, înainte de apariția spray-ului cu vopsea. Aceste cuvinte derivă la rândul lor de la grecescul γραφειν (graphein), care înseamnă "a scrie".
Nu există încă un echivalent românesc pentru graffiti în accepțiunea modernă a cuvântului, iar termenul englezesc nu este încă adaptat la limba română. Cu atât mai puțin diverșii termeni asociați cu acesta nu au o traducere clară.

## Istorie

### Graffiti antic

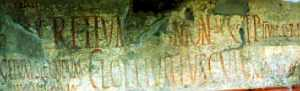
Romanii de rând foloseau latina vulgară în loc de latina literară, ca în acest graffiti politic din Pompeii

Din punct de vedere istoric, termenul "graffiti" se referea inițial la inscripțiile, portretele, etc., găsite pe zidurile mormintelor antice sau pe ruine, ca în Catacombele din Roma sau în Pompeii. Sensul cuvântului a evoluat, desemnând acum orice decorație (inscripționată pe orice suprafață) care poate fi privită ca vandalism; sau imagini sau scriituri plasate de obicei pe pereți externi și trotuare, fără permisiunea proprietarului. Prin urmare, inscripțiile făcute de autorii unui monument nu sunt catalogate ca graffiti.

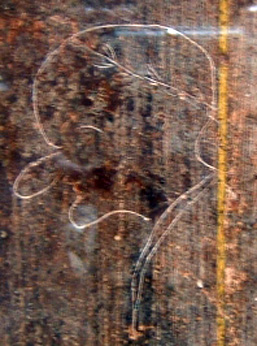
Caricatură antică a unui politician din Pompeii.

Primul exemplu cunoscut de "graffiti modern" există și astăzi în orașul antic grecesc Ephesus (în Turcia de azi) și se pare că face reclamă prostituției, după spusele ghizilor turistici din oraș. Constă dintr-o palmă, o formă vagă de inimă, o urmă de picior și un număr. Acestea indică subtil câți pași trebuie făcuți ca cineva să găsească o curtezană (mâna reprezentând plata).
Romanii gravau graffiti în proprii pereți și monumente, iar exemple ale lucrărilor lor există de asemena și în Egipt. Erupția Vezuviului a păstrat graffiti zgâriat pe pereții din Pompeii, și ne oferă o perspectivă directă asupra vieții de stradă: latină vulgară, insulte, magie, declarații de dragoste, mesaje politice. În contrast cu tipicul graffiti-ului modern, alfabete și citate din literatură (în special primul vers din Eneida de Virgil) au fost găsite pe pereții din Pompei, fie pentru plăcerea scriitorului, fie din dorința de a impresiona, deși anonim, trecătorul prin familiaritatea sa cu literele și literatura. Graffito-ul Alexamenos, aflat la Colosseum și datând din secolul I, reprezintă un gladiator venerând un personaj răstignit, cu cap de măgar, și inscripția ”ALEXAMENOS CEBETE DEO” (Alexamenos venerând pe Dumnezeu). Arheologii speculează că graffito-ul este o caricatură realizată de alt gladiator la adresa unui coleg creștin. graffito-ul Alexamenos este cea mai veche reprezentare a lui Christos descoperită până azi.
Villa lui Hadrian din Tivoli, Italia, are de asemenea câteva exemple. Unul dintre ele a rezistat în timp, avertizând: "Cave Canem", care înseamnă „Atenție la câine”, lângă imaginea câinelui menționat.
Totuși, nu numai grecii și romanii făceau graffiti, situl mayaș din Tikal, Guatemala, conține de asemenea exemple antice. Graffiti produs de vikingi există în Roma și la Newgrange, în Irlanda.

### Graffiti modern
În secolul 20, în special în perioada celui De-al doilea război mondial, Kilroy was here (Kilroy a fost aici) a devenit un graffito celebru, împreună cu Mr. Chad, o față doar cu ochii și cu nas, rezemat de perete, spunând "What? No rare commodity?" în timpul raționalizării. Tehnica de luptă a secolului XX a văzut sosirea multor tehnologii aviatice noi, urmate îndeaproape de "airplane graffiti", inclusiv "nose art", făcută faimoasă în aceleași timpuri ale cunoscutei conflagrații mondiale.
Începând cu urbanizarea la scară mare a multor zone în jumătatea postbelică a secolului 20, găștile vor marca pereții și alte bunuri publice cu numele bandei prin tag-uri, pentru a-și delimita teritoriul. Pe la sfârșitul secolului XX, tag-urile neasociate unei găști au devenit mai comune. Artiștii graffiti își scriau "tag"-ul doar de dragul scrisului, sau ca să-și consolideze reputația și prestigiul de "writer" (scriitor) sau artist de graffiti. Primele cazuri documentate de însemnări ilegale create cu un spray cu vopsea au fost create de un artist numit "Cornbread" din Philadelphia. Spray-ul a devenit o caracteristică importantă pentru diferitele stiluri care au urmat.

## Terminologie
O serie de cuvinte și expresii au ajuns să descrie diferite stiluri și aspecte legate de graffiti. Ca toți termenii argotici, expresiile variază de la zonă la zonă. Mai jos sunt câțiva termeni folosiți în limba engleză:
- tag — o semnătură stilizată a unui writer; termenul taggerface referire la o persoană care face tag-uri.
- throw-up și bomb — De obicei în stilul bubble sau panel (bubble=un bomb/throw-up foarte rotunjit cu aspect de bule,panel=un bomb/throw-up in stil old school(asemănător literelor de tipar) fără fund la literă. De obicei are o culoare pentru contur (cum ar fi negru) și una pentru umplere (de exemplu crom (argintiu))Throw-up-ul nu este umplut complet (are un fill dat în grabă), bombul este un rheow-up cu fill complet, uneori cu umbre și lumini. Literele sunt ușor de executat.
- piece (de la masterpiece - capodoperă) — un panel sau un wild style (litere neinteligibile), adesea cu efecte 3D, săgeți care dau fluiditate (flow) și direcție, multe culori și tranziții cromatice și alte efecte diverse. Realizarea unui piece necesită mai mult timp decât un throw-up. Cu cât locația este mai la vedere, iar lucrarea este mai bine executată, cu atât crește respectul pentru writer.
- burner — un piece amplu și mai elaborat decât un piece normal. Aceste lucrări sunt realizate de obicei legal, datorită timpului și efortului depuse pentru executarea lor; dar primii writer-ri din New York făceau burner-e ilegal, pe trenuri.
- bombing — termen care nu are nici o legătură cu terorismul, ci descrie pictarea cât mai multor suprafețe. Pentru aceasta se folosesc de obicei throw-ups (sau bomb-uri), deoarece nu necesită mult timp pentru execuție.
- to cross a tag — a tăia sau a scrie peste tag-ul altcuiva; este socotit ca o insultă gravă adusă persoanei care a făcut tag-ul tăiat.
- going over — dacă un writer merge peste opera altuia, este analog cu o declarație de război a writer-ului. Majoritatea grafferilor respectă operele altora, iar regula de bază pentru înlocuirea creațiilor anterioare este următoarea: tag - bomb - piece. De asemenea se poate picta peste lucrările deja „tăiate”. Dacă cineva încalcă aceste reguli, este considerat un "toy" sau pur și simplu o pacoste.
- buffing (de la to buff) — a îndepărta graffiti folosind substanțe chimice și diferite instrumente.
- toy — un graffer fără experiență sau fără talent. Writer-ii versați folosesc acest cuvânt ca un termen derizoriu pentru grafferii nou apăruți. Acesti writer-ii de obicei se alătură unui grup cu experiență, ca să vadă cum decurge realizarea unui graffiti.
- throw-up-er — graffer care dă throw-up-uri/bomb-uri.
- Wild style-r— graffer care dă wild style-uri.
- king/legenda — writer cu un anume respect printre alți grafferi. A deține interiorul (to own the inside) înseamnă să ai majoritatea tag-urilor în interiorul trenurilor, iar a deține exeriorul înseamnă că majoritatea lucrărilor sunt pe exteriorul trenurilor.

## Fenomenul graffiti
În anul 1971, publicația „New York Times” a realizat un material despre fenomenul graffiti care luase naștere pe străzile orașului New York. În acel articol se vorbește despre un anume „artist graffiti” care semna cu pseudonimul TAKI 183. Identitatea lui nu era cunoscută, știindu-se doar că numele său era Demetrius și că numărul 183 ar fi numărul străzii pe care locuia. 
În anul 1973, sociologul Hugo Martinez, profesor la City College din New York, a intuit potențialul acestor „artiști ai străzii”, fondând Uniunea Artiștilor de Graffiti cu scopul de a promova artiștii talentați din lumea graffiti-ului, prin intermediul unor expoziții organizate de Uniune. Articolul din anul 1973 al revistei „New York”, intitulat „Parada graffiti”, semnat de Richard Goldstein, a fost o recunoaștere publică a potențialului acestor „artiști ai străzii”.
Începând cu anul 1974 s-a încetățenit stilul caracterizat prin realizarea de peisaje întregi de jur-împrejurul tag-urilor, toate acestea pe suprafața întreagă a metrourilor sau alte mijloace de transport în comun. 
Arta graffiti și-a început rapidul declin în anii ’80 când acest fenomen a fost absorbit de partea comercială și de piața artistică a New York-ului. Anii ’80 au însemnat deci un regres în istoria mișcării graffiti-ului și datorită schimbărilor majore care aveau loc în societatea americană. Cocaina a început a fi folosită tot mai des, iar traficul de droguri a dus la achiziționarea armelor de foc. Toate aceste elemente se întâlneau pe străzi, viața pe stradă devenind din ce în ce mai periculoasă. Pe deasupra, legea a interzis comercianților vânzarea vopselelor minorilor, iar comercianții erau obligați să depoziteze vopselele în locuri special amenajate, făcând astfel furtul din magazine mult mai dificil. 
Totodată, bugetul orașului New York destinat stopării mișcării graffiti s-a mărit, de acum înainte parcurile și depourile fiind mult mai bine păzite. Au fost ridicate garduri electrice de protecție, iar orice distrugere cauzată acestora era prompt reparată. Astfel, multe din zonele preferate ale artiștilor graffiti au devenit aproape inaccesibile. Procesul de îndepărtare al desenelor graffiti din New York a luat o nouă amploare, fapt ce a frustrat mulți amatori de graffiti. Pe 12 mai 1989, orașul New York a emis o decizie prin care erau scoase din folosință toate mijloacele de transport în comun care au fost victima mișcării graffiti. Acesta a fost începutul așa-zisului curent al „vagoanelor curate”, prin care se dorea descurajarea „bandelor graffiti” și curățirea orașului. 
Dar cu toate aceste interdicții, mișcarea graffiti nu a dispărut, ci din contră s-a omogenizat, transformându-se într-o goană după zone propice realizării de graffiti. S-au creat bande de tineri care dețineau anumite teritorii, marcate prin însuși stilul folosit în desenele graffiti. Lupta pentru păstrarea acestor teritorii a dus la creșterea numărului de acte de violență, ajungându-se până la uzul armelor de foc.
Datorită lipsei vopselei și a pericolului de a sta un timp prea îndelungat la locul unde se făceau desene graffiti, procesul artistic de realizare al tag-urilor a decăzut. 
Graffiti ca metodă de exprimare a fost utilizată și de generația muzicii rap. Muzica rap, originară din sudul Bronxului, New York, a apărut la mijlocul anilor ’70 și a fost inițial asociată curentului muzical denumit hip-hop. Această mișcare a inclus și alte forme de manifestare, precum break dance-ul și arta graffiti. Importarea culturii hip-hop de către țările europene a dus și la acapararea valorilor acestei culturi muzicale, printre care și fenomenul graffiti. 

## Artă stradală

### Guerila Art
Guerila Art este o mișcare, o tendință a artei stradale care a apărut în Regatul Unit (Marea Britanie) și este răspândită în toate țările în care s-a impus graffiti-ul. Este o modalitate agresivă de expunere în spațiul public. Are multe în comun cu începuturile mișcării graffiti, motiv pentru care în Statele Unite este numită Post Graffiti Art. Specificul acestei arte este absența limitelor între lucrare și suportul său. Aceasta nu poate fi mutată într-un alt loc, suportul este fundamental pentru intenția lucrării. Arta stradală nu are sens decât în legătură cu evoluția mediului urban actual. Este profund integrată cu dinamica vieții moderne, în afara căreia ar fi doar artă pentru artă. Sensul ei este de a semnifica, de a influența modul de a percepe realitatea populației care împarte cu guerila art același spațiu cu arta stradală.

### Creatorii Guerila Art
Aceștia își concep lucrările ca pe o continuă operă de artă, care poate fi completată sau modificată în timp. Lucrurile similare puse pe pânză nu reprezintă Guerila art, chiar dacă folosesc tehnici asemănătoare. Totuși, există o nouă tendință și mulți artiști produc asemenea lucrări pentru a se exprima mai bine și a se face înțeleși mai ușor. Există câțiva artiști care produc intenționat asemenea lucrări pentru producția de masă, sub forma unor reproduceri aproximative lipite cu adezivi tradiționali numiți wheat paste - pastă de tomate cu faină sau apă și făină.

### MișcareaGuerila Art
Este o reacție la orice putere sau brand care se impune în viața cotidiană. Nu este vorba de o susținere sau opoziție fățișă, ci de o reacție artistică față de orice condiționare a vieții publice. Tocmai de aceea, dezvoltarea Street art este paralelă ce cea a brandingului. Au fost adoptate tehnici de marketing Guerila prin metode artistice tradiționale, pentru a face publicitate artistică. Dar această tendință este văzută ca o îndepărtare de artiști ca și individualități creatoare și față de artist ca brand.

## Artiști graffiti

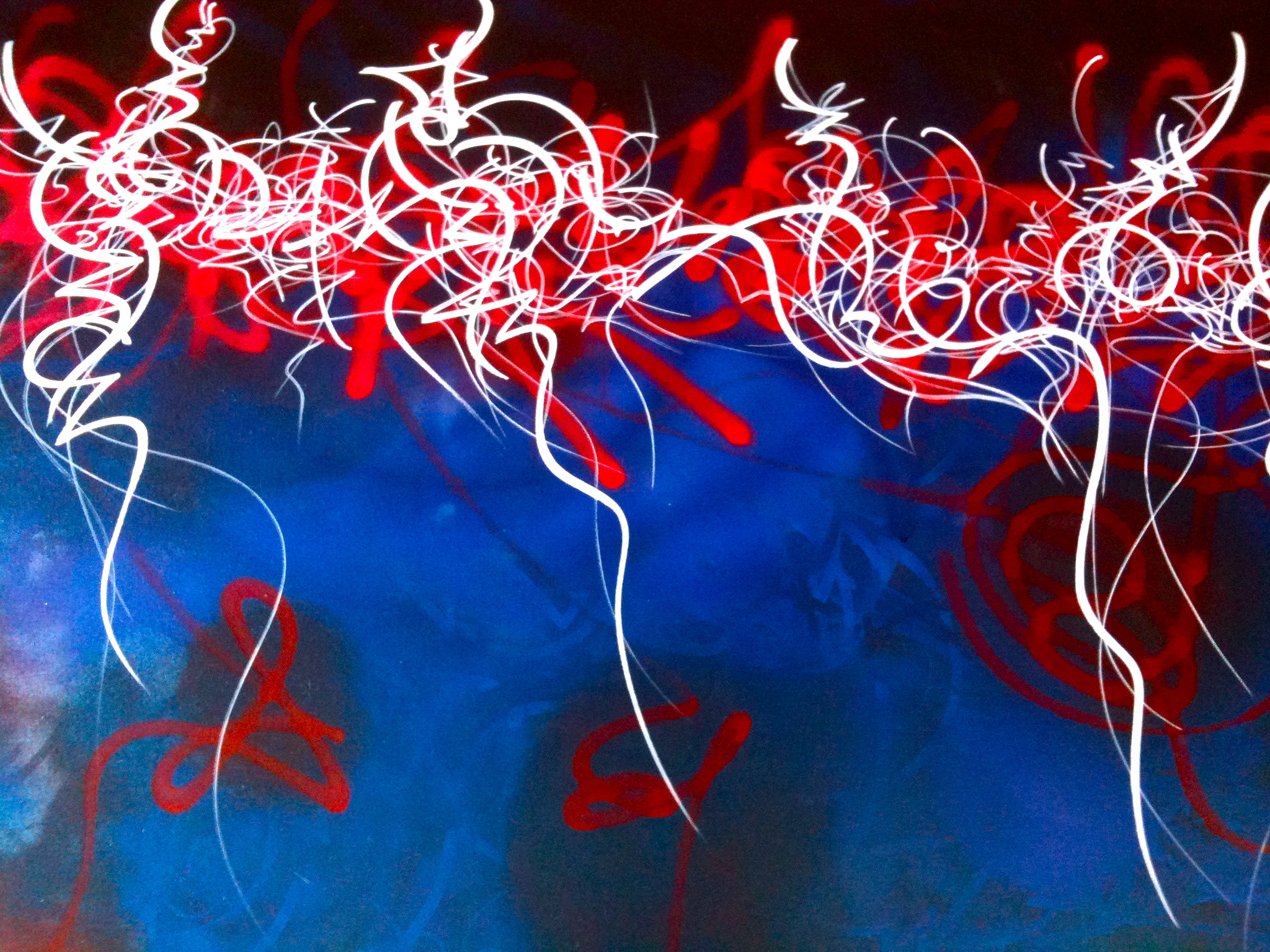
pos grafiti: arabescos abstractos.

Primii artiști graffiti care au ridicat această mișcare la rangul de artă au fost Jean-Michel Basquiat și Keith Haring.

### Jean-Michel Basquiat
Jean-Michel Basquiat este primul pictor american ale cărui opere au apărut sub forma unor graffiti pe străzile, metrourile și pe garniturile de vagoane din transportul în comun ale New York-ului. Basquiat a fost cel mai de succes dintre așa-numiții „artiști ai străzii”, lucrările lui ajungând, în prima parte a anilor 1980, în galeriile de artă ale orașului New York.
Basquiat s-a născut în anul 1960, tatăl lui fiind originar din Haiti, iar mama sa din Puerto Rico. A crescut în Brooklyn, statul New York. Cu toate că nu avea altă educație în domeniul artei decât cea primită în liceu, el a exploatat plin de energie o gamă largă de imagini inspirate de la cărțile cu benzi desenate (comic books) până la hieroglifele egiptene, de la lucrările artistului spaniol Pablo Picasso, până la cele realizate de copii. De asemenea a combinat imagini inspirate din arta populară africană, caraibeană și europeană.
Basquiat și-a început cariera – ilegală – de pictor de graffiti, pe străzile New York-ului, împreună cu colegul său de liceu, Al Diaz. Pseudonimul folosit de Basquiat pentru semnarea tag-urilor era SAMO. Dar, până în 1979, colaborarea sa cu Diaz a luat sfârșit, Basquiat asociindu-se cu artiști și muzicieni din partea de est a Manhattan-ului. A început de asemenea să picteze tablouri.
Trecrea rapidă din anonimatul de pe străzi în vizorul opiniei publice și a artiștilor a avut loc în anii 1980 când a fost selectat de Colab, o asociație a artiștilor, să colaboreze la organizarea unui spectacol în Times Square. El a pictat unul din pereții expoziției, folosind deopotrivă tuburi de spray și pensule. Basquiat ajunge să fie adorat de către comunitatea bogată a artiștilor din centrul New York-ului, care susținea că opera sa este manifestarea unui „geniu primitiv”. Cu toate acestea, au existat voci care au afirmat că anumite cercuri au dorit doar să-i exploateze talentele native. 
Basquiat a fost de asemenea admirat și de artiștii new yorkezi Keith Haring și Kenny Sharf, care doreau să integreze așa-zisa „artă a străzii” în opera lor. În anii 1983 și 1984, Basquiat a colaborat la realizarea mai multor tablouri cu artistul american Andy Warhol și artistul italian Francesco Clemente.
Operele viu colorate și de mari dimensiuni ale lui Basquiat combinau expresionismul abstract american cu diverse imagini, din care nu lipseau schelete și câini, care se regăsesc din plin în întreaga sa operă graffiti. Lucrările sale de la începutul anilor ’80 cuprind o varietate largă de subiecte, de la cranii, la desene aduse în semn de tribut unor vedete ale sportului și jazz-ului.
La început deosebit de productiv, Basquiat a devenit nedemn de încredere ulterior, din cauza stresului cauzat de faima pe care a dobândit-o. Cu toate că a încercat să se lase de obiceiul de a consuma heroină, Jean-Michel Basquiat a murit în urma unei supradoze în atelierul sau din Manhattan, în anul 1988, la vârsta de numai 27 de ani. 

### Keith Haring
Keith Haring este un pictor american al cărui simplu stil simbolistic de pictură, reprezentat prin câini, bebelași și figurine dansând, i-a adus recunoaștere internațională în anii ’80.
Haring s-a născut în anul 1958 și a copilărit în Kutztown, Pennsylvania. A urmat cursurile Școlii de Arte din Pittsburgh, Pennsylvania și-a deschis prima expoziție în anul 1978, la Centru de arte din Pittsburgh. În anul 1977, după ce a audiat discursul artistului bulgaro-american Christo, referitor la crearea unor lucrări de dimensiuni mari pentru a fi expuse în natură, Haring s-a decis să creeze lucrări destinate locurilor publice. În anul 1978, el s-a mutat în orașul New York, unde a urmat cursurile Școlii de Arte Vizuale (până în anul 1979).
Haring a devenit interesat de contururile groase, caracteristice artei graffiti realizată în metrourile americane, împrietenindu-se cu așa-numitul „copil graffiti” Jean-Michel Basquiat. În anul 1979, Haring decupează titluri din ziare pentru a le reasambla, creând titluri false, precum „Regan ucis de un polițist erou”, apoi le-a împrăștiat pe pereții și panourile publicitare ale orașului. Aceste imagini erau desenate fie cu carioci groase negre, fie cu cretă albă. Eforturile sale l-au făcut faimos în rândul new yorkezilor, dar a și fost de mai multe ori arestat pentru această activitate „artistică” a sa.
Înainte de a se impune în circuitul galeriilor, Harings a realizat tag-uri care se referă la culturile născute din benzile desenate și din universul lui Walt Disney. Expoziția sa din anul 1982, deschisă la prestigioasa Galerie Tony Shafrazi din New York a avut un succes enorm, practic lansându-l în noua sa carieră de artist graffiti. 
Opera lui Haring s-a inspirat din diverse surse: din opera artistului american Andy Warhol dar și din lucrările altor asemenea artiști reprezentativi ai mișcării pop, din ritmul și mișcările dansurilor africane, cubaneze și ale stilului hip-hop și din curentul afro-cubanez al picturilor pe corp. În anul 1987, Haring a pictat liniile și simbolurile caracteristice stilului său pe propriul său corp iar apoi s-a lăsat fotografiat în Times Square din New York. El a decorat, de asemenea, corpul solistului american Grace Jones și al dansatorului american Bill T. Jones.
Haring a realizat graffiti în diverse locuri ale lumii, incluzând Statele Unite, Europa și Australia. Câteva dintre aceste lucrări au supraviețuit timpului (de exemplu, cea de pe peretele depozitului Muzeului Stedelijk din Amsterdam, Țările de Jos, realizat în anul 1986), dar altele au fost distruse (precum cea realizată pe Zidul Berlinului, în Germania, tot în anul 1986).
În anul 1986, ca o reacție împotriva elitismului din lumea artiștilor, Haring a deschis în New York Pop Shop, un magazin care vindea suveniruri create de el. Desenele bizare, dar pline de energie, ale lui Haring au fost aplicate pe o gamă largă de produse, de la tricouri până la un balon, în anul 1989. 
În anul 1988, Haring a aflat că suferă de sindromul imunodeficitar dobândit (SIDA), iar în următorii doi ani și-a canalizat energia în educarea publicului cu privire la virusul HIV și la pericolul consumului de droguri. Keith Haring a murit în anul 1990, întrând alături de colegul său de breaslă Jean-Michel Basquiat în istoria mișcării graffiti din lume.

### După Bastiat și Haring
După moartea celor doi „părinți” ai graffiti-ului, această artă a continuat, într-o măsură mai mare sau mai mică, să influențeze societatea contemporană. Elocvent este filmul „Free Willy” (regizor Simon Wincer), realizat în anul 1993, unde, vizând fenomenul graffiti, regizorul ne face părtașii unei prietenii ciudate dintre un băiețel și o balenă. Personajul principal Jesse (interpretat de Jason James Richter) este prins desenând graffiti pe pereții unui parc (semn al revoltei tinerei generații). Fiind constrând să îndepărteze desenele, îl întâlnește pe Willy, o balenă Orca, ultima achiziție a acvariului parcului, împreună cu care va porni într-o frumoasă aventură.
Mișcării graffiti i s-au dedicat și alți artiști americani, cum ar fi Aaron Siskind (1903-1991), Cy Twombly (n. 1928), Raymond Saunders (n. 1934) și Julian Schnabel (n. 1951). În anul 1996, Schnabel a regizat filmul, intitulat sugestiv, „Basquiat”, în care prezintă viața celui de care a se leagă pentru prima dată arta graffiti ca expresie urbană a New York-ului anilor ’70.
Unii artiști au început să folosească tot mai mult programele de calculator pentru a crea o artă care pune sub semnul întrebării propria sa existență. În anul 1997, artistul american Peter Halley a instalat la Muzeul de Arte Moderne din New York un computer prin intermediul căruia spectatorii puteau schimba imaginile și culorile pe care artistul le-a creat. Acest eveniment a ridicat o sumedenie de întrebări: Ce este opera de artă? Este imaginea de pe monitorul calculatorului? Este programul folosit? Iar dacă programul este interactiv, atunci cine este artistul? Sau însuși sensul cuvântului artist nu mai corespunde tendințelor contemporane? Acestea sunt doar câteva întrebări la care arta secolului al XX-lea nu a găsit încă răspunsul.

## Situația legală
Graffiti este predispus la diferite presiuni sociale din partea formelor de artă recunoscute prin popularitate, deoarece apare pe ziduri, clădiri, trenuri, vagoane sau orice alte suprafețe accesibile, care nu sunt proprietatea celui care face graffiti. Asta înseamnă că graffiti încorporează elemente care sunt văzute foarte rar altundeva. Spray-ul cu vopsea și markerele permanente sunt folosite foarte des, iar structura lucrărilor este uneori influențată de nevoia de a o executa rapid, înainte să fie remarcată de autorități.
.

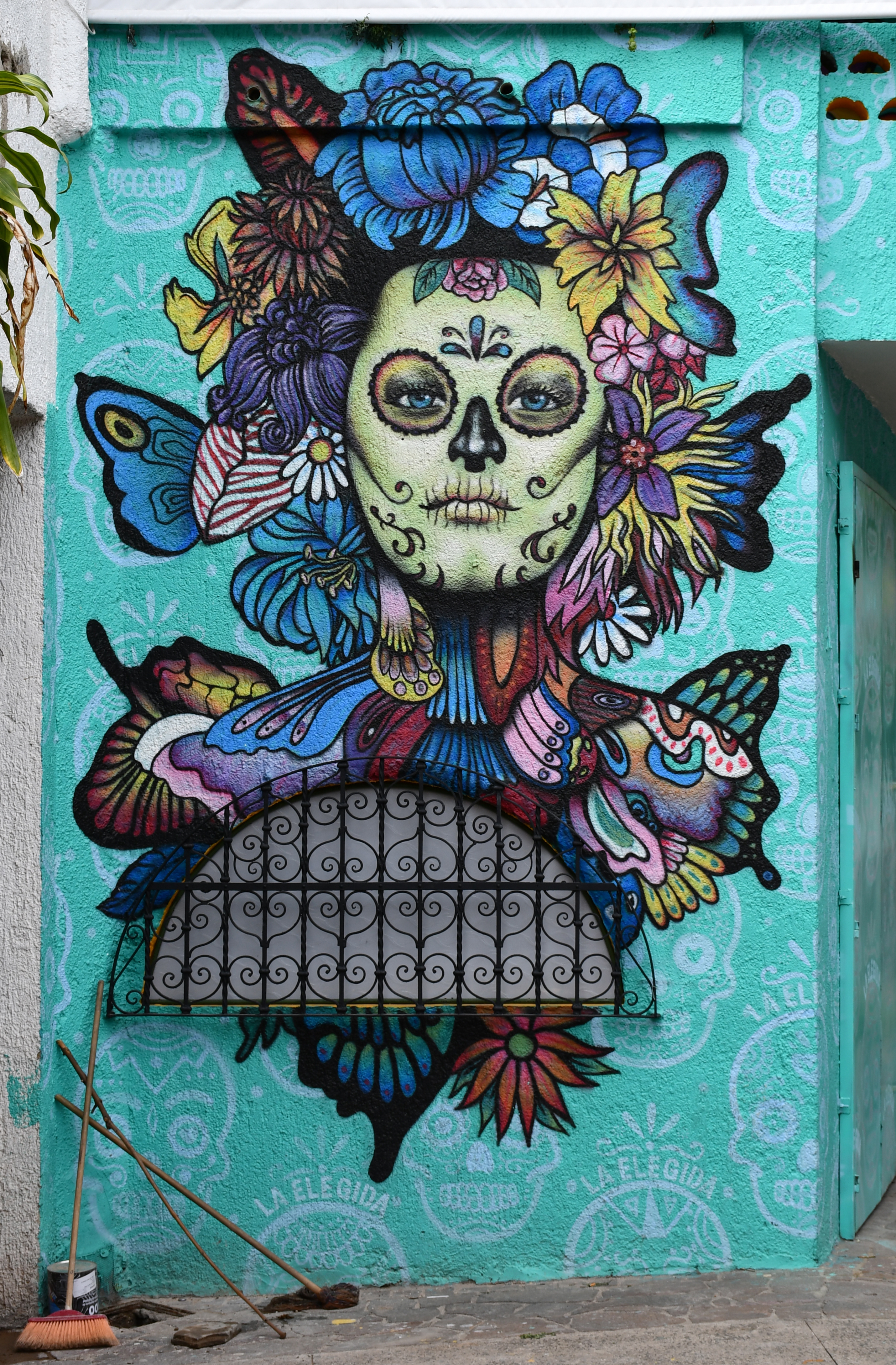
Graffiti reprezentând Calavera Catrina pe un zid din Tlaquepaque, statul Jalisco, MEX

În efortul de a reduce vandalismul, unele orașe au desemnat ziduri sau zone exclusiv pentru folosul artiștilor de graffiti. Unii au sugerat că aceasta descurajează vandalismul de rând, însă încurajează artiștii să își facă treaba nestingheriți și să producă artă deosebită, fără să se teamă să fie prinși sau arestați pentru vandalism sau încălcarea proprietății private.
Mulți oameni privesc graffiti ca pe o pacoste, sau ca pe un vandalism costisitor, care necesită repararea proprietății vandalizate. Poate fi privit ca o problemă de calitate a vieții, și mulți oameni consideră că prezența graffiti-ului contribuie la o stare generală de frică de infracțiuni. Unii cred că această stare de degradare încurajează mai departe vandalismul și promovează un mediu care poate duce la delicte mai serioase.
Autoritățile tratează de obicei graffiti ca pe o crimă minoră, însă cu penalități destul de variate.

### Situația în România
În România, fenomenul graffiti este definit și sancționat prin Legea nr. 554/2003: 
Art. 1. prevede că Înscrierea sau aplicarea pe ziduri, pe fațadele imobilelor proprietate publică sau privată, pe monumente istorice și de arhitectură sau pe orice alt tip de construcții a inscripțiilor neautorizate, prin utilizarea de vopsele, sprayuri și alte asemenea materiale care murdăresc sau produc deteriorarea ori distrugerea bunurilor în cauză, constituie contravenție și se sancționează cu amendă ….
Art. 2. prevede că Persoanele sancționate contravențional pentru faptele prevăzute la art. 1 au și obligația de a suporta cheltuielile pentru refacerea aspectului estetic al bunului în cauză, a căror contravaloare se achită în termen de 5 zile de la data rămânerii definitive a procesului-verbal de constatare a contravenției și de aplicare a sancțiunii, potrivit documentelor emise de prestatorii de servicii autorizați.

## Galerie de imagini

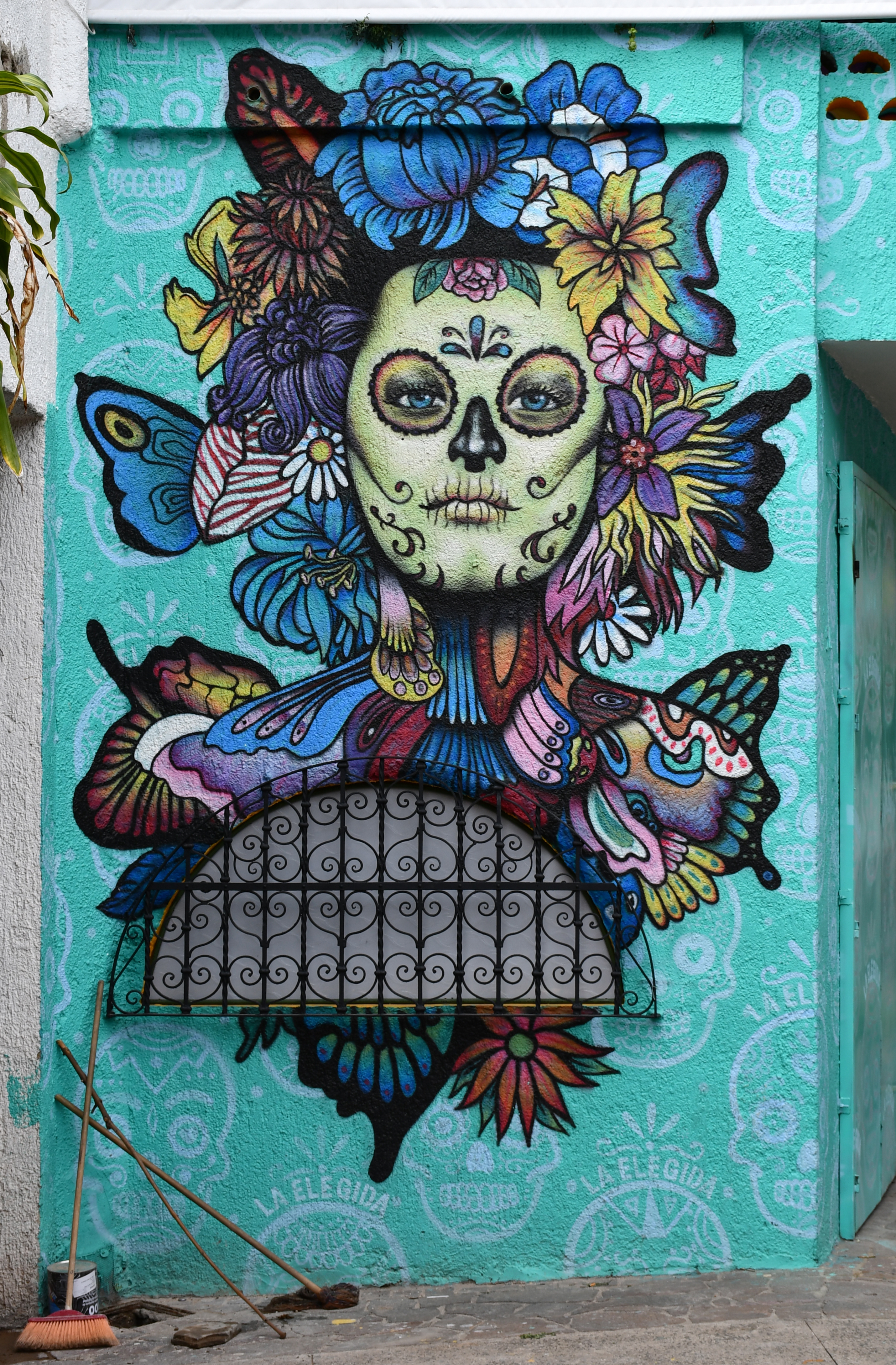
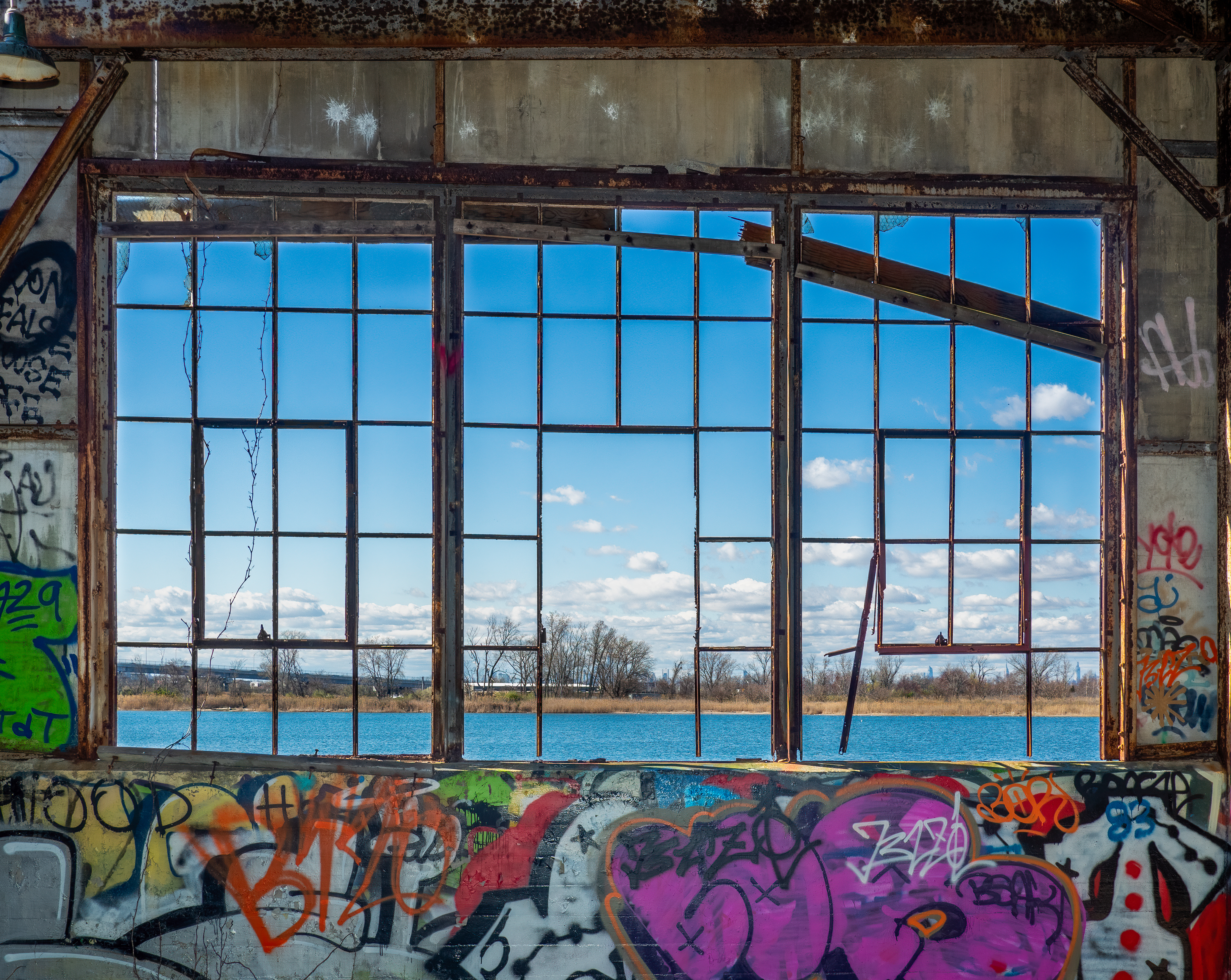
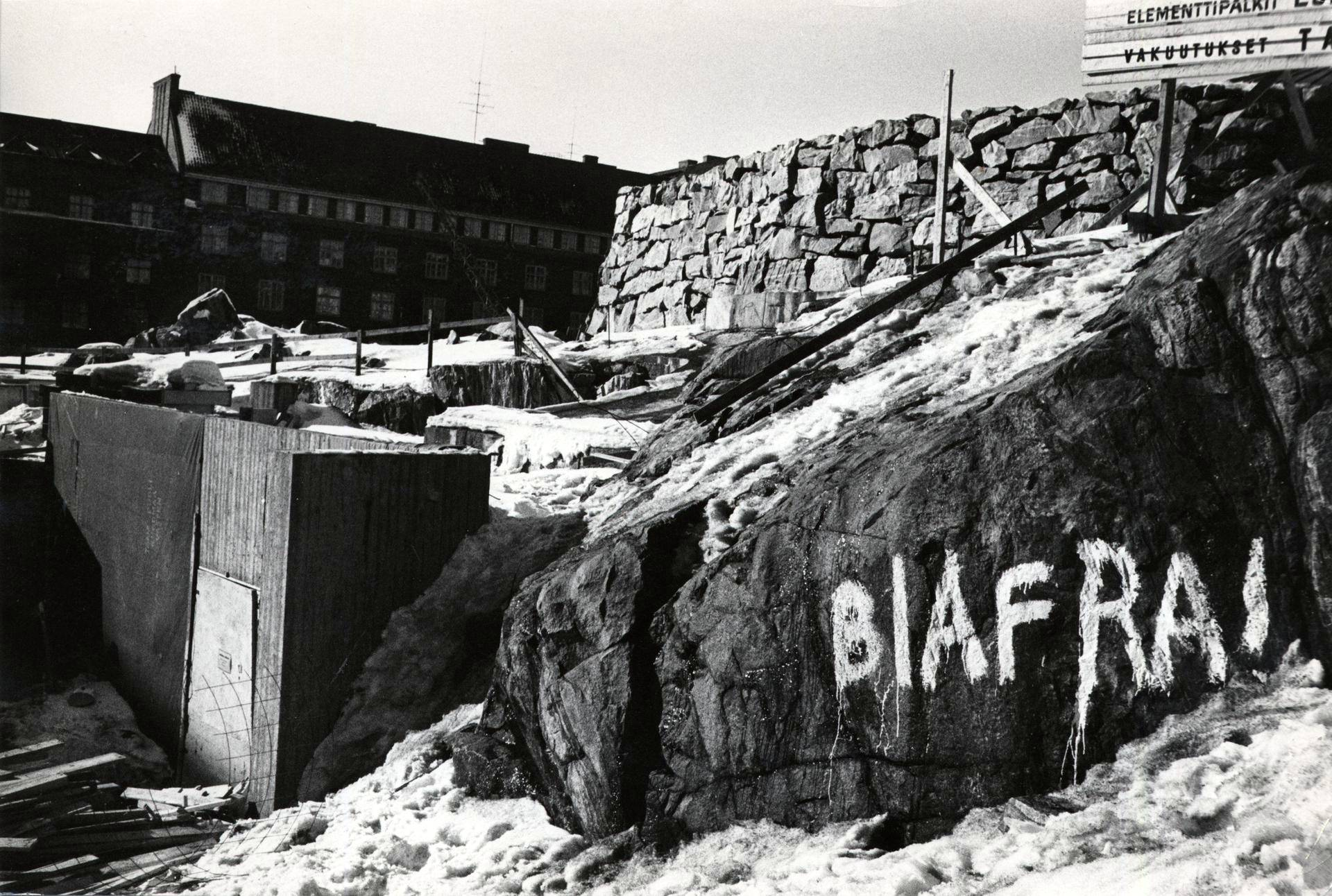
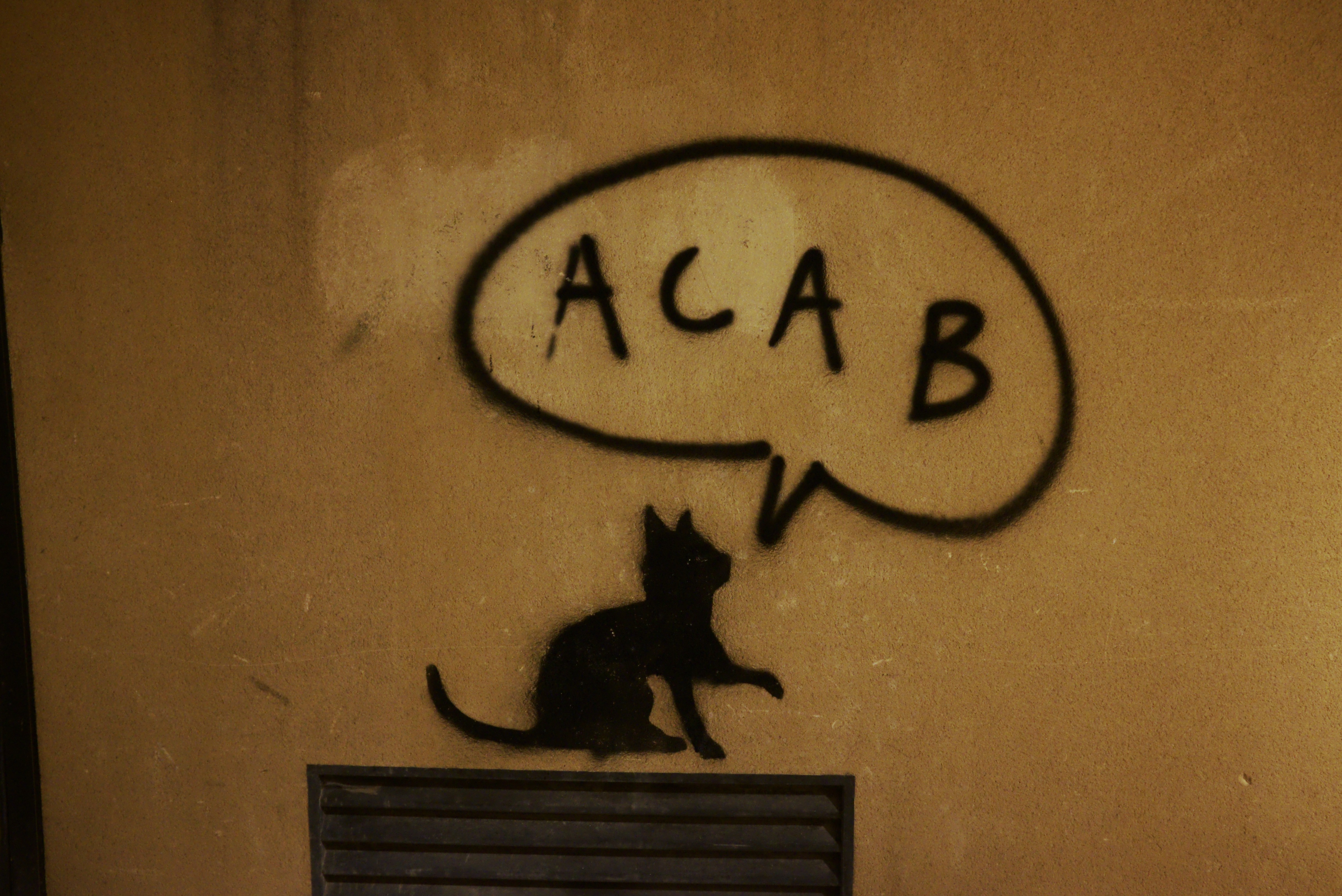
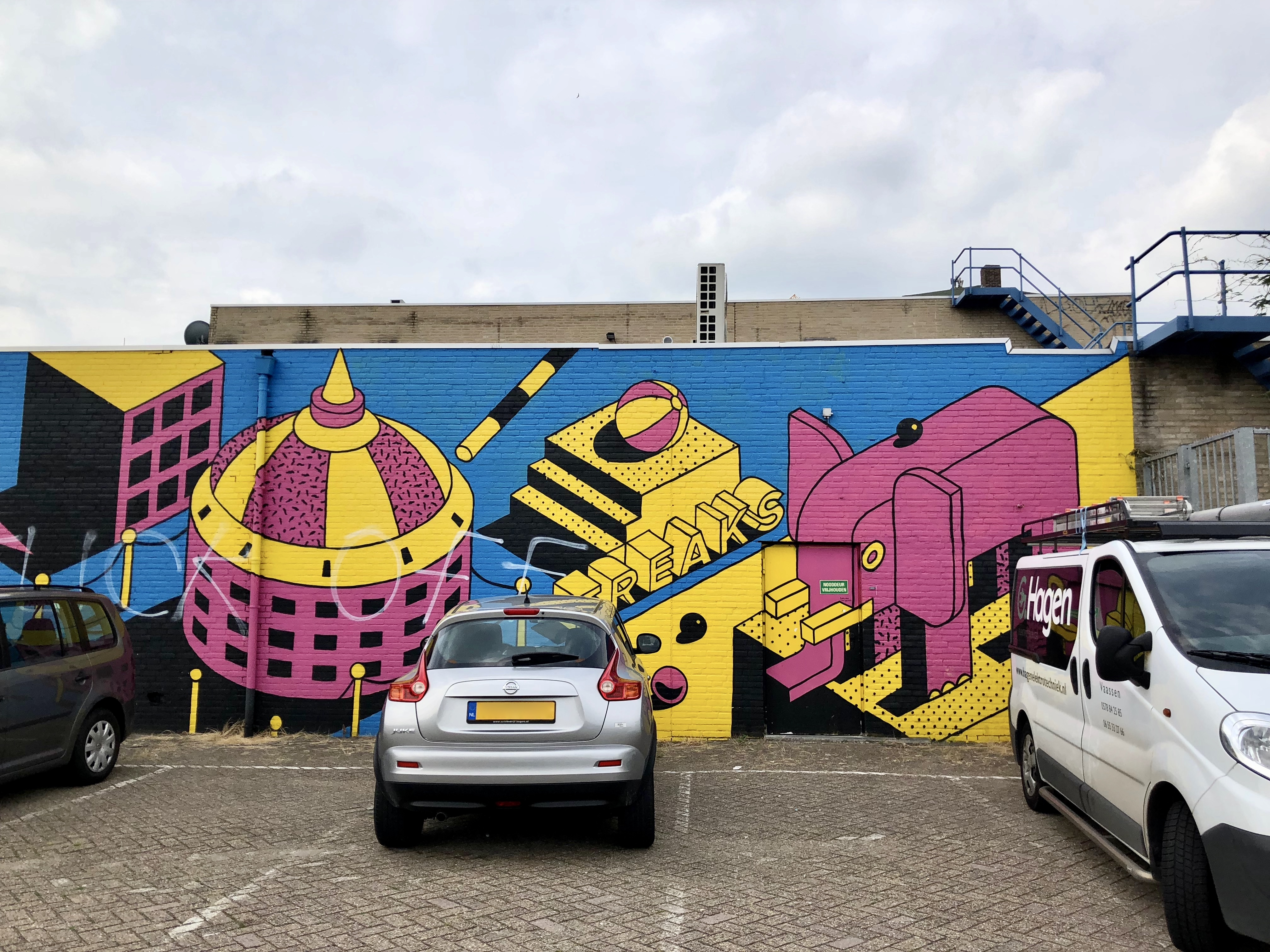
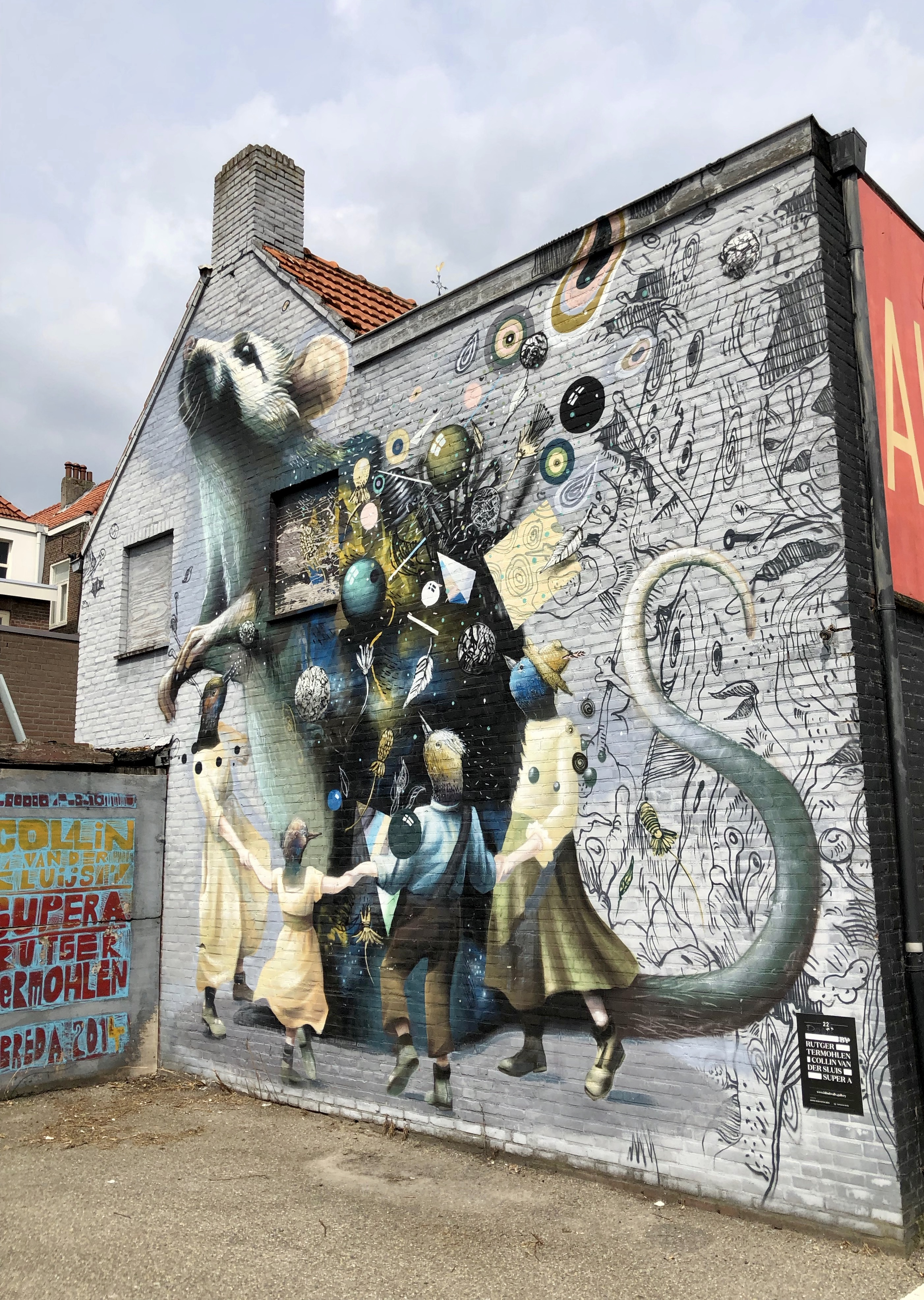
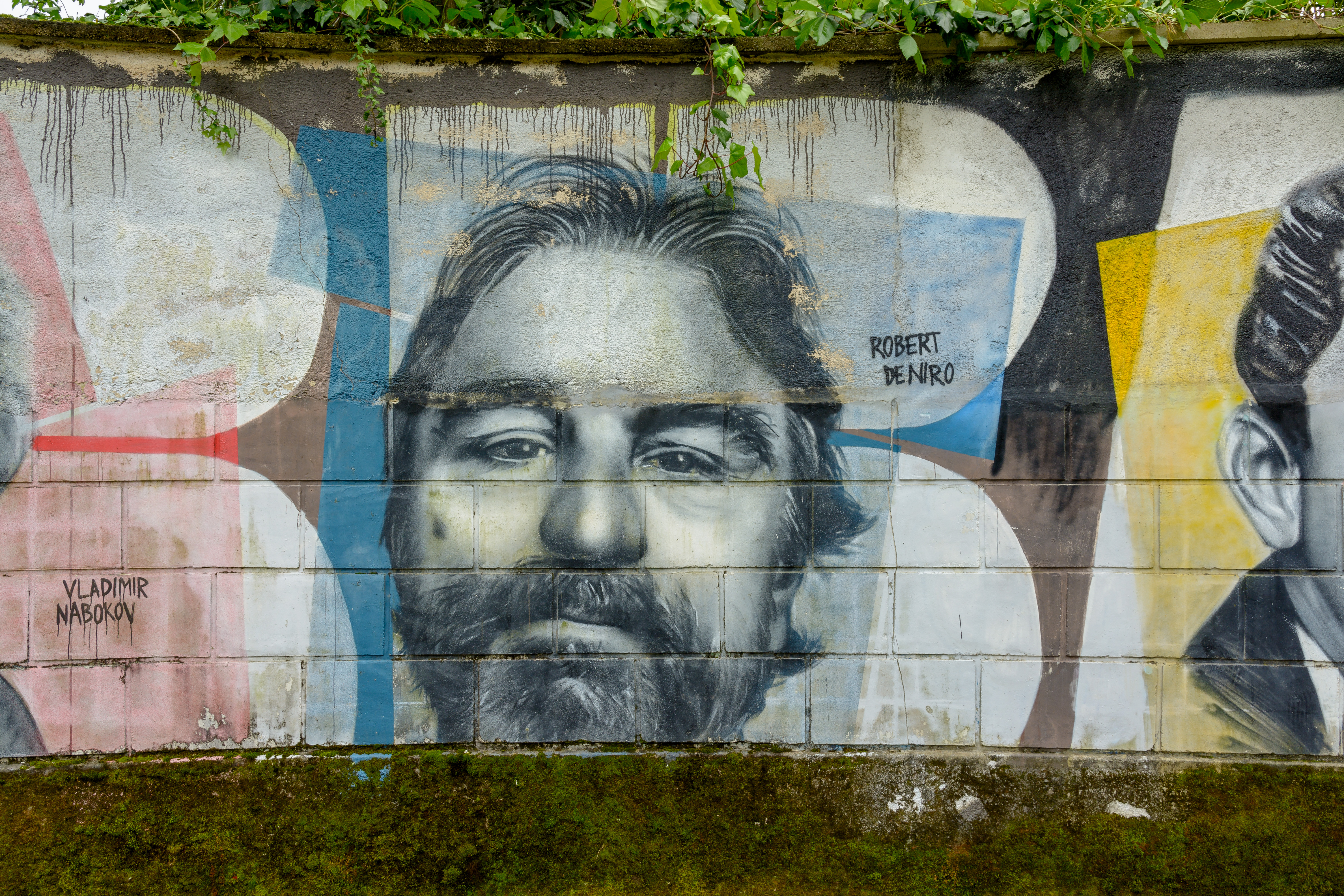
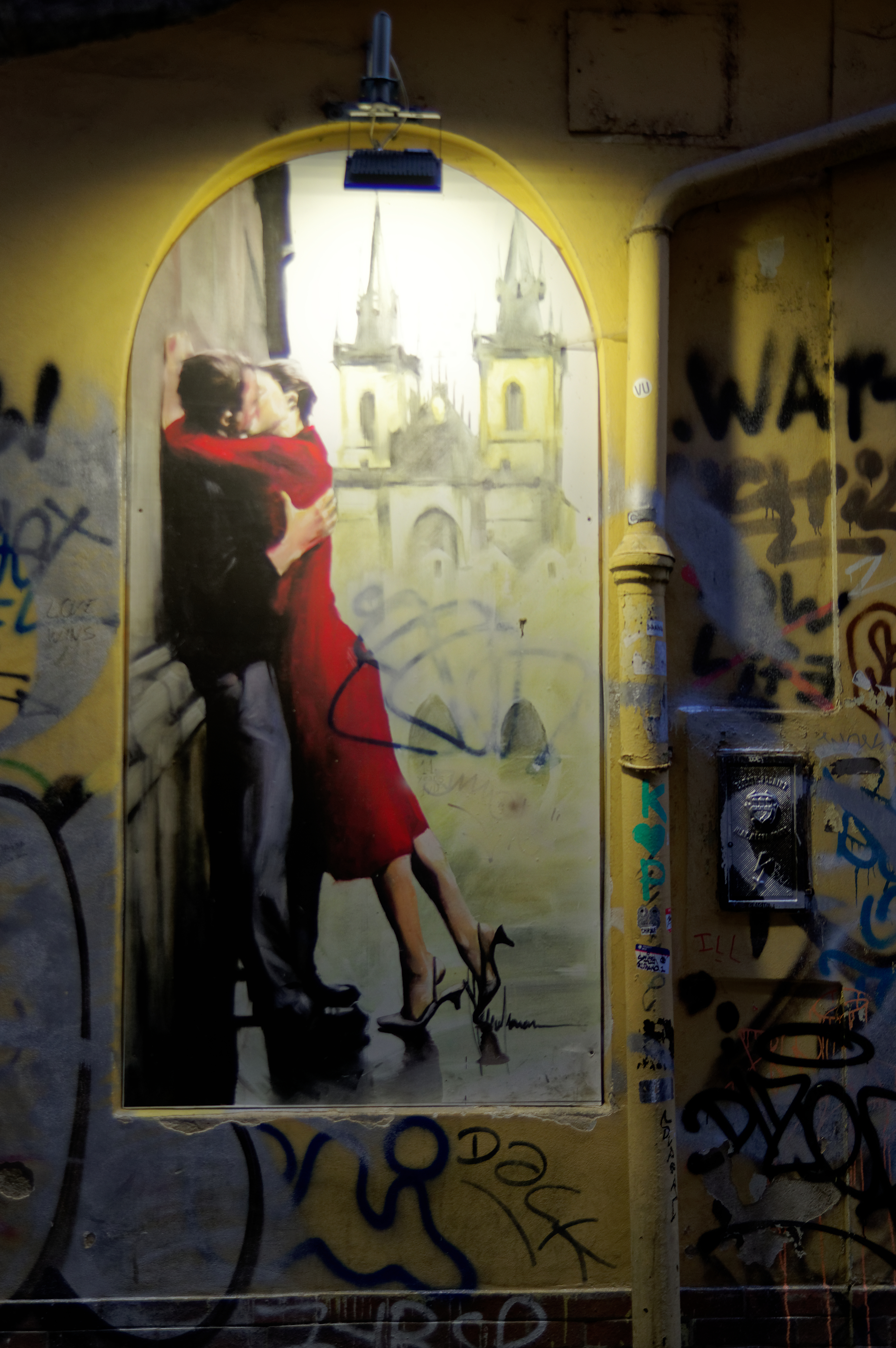
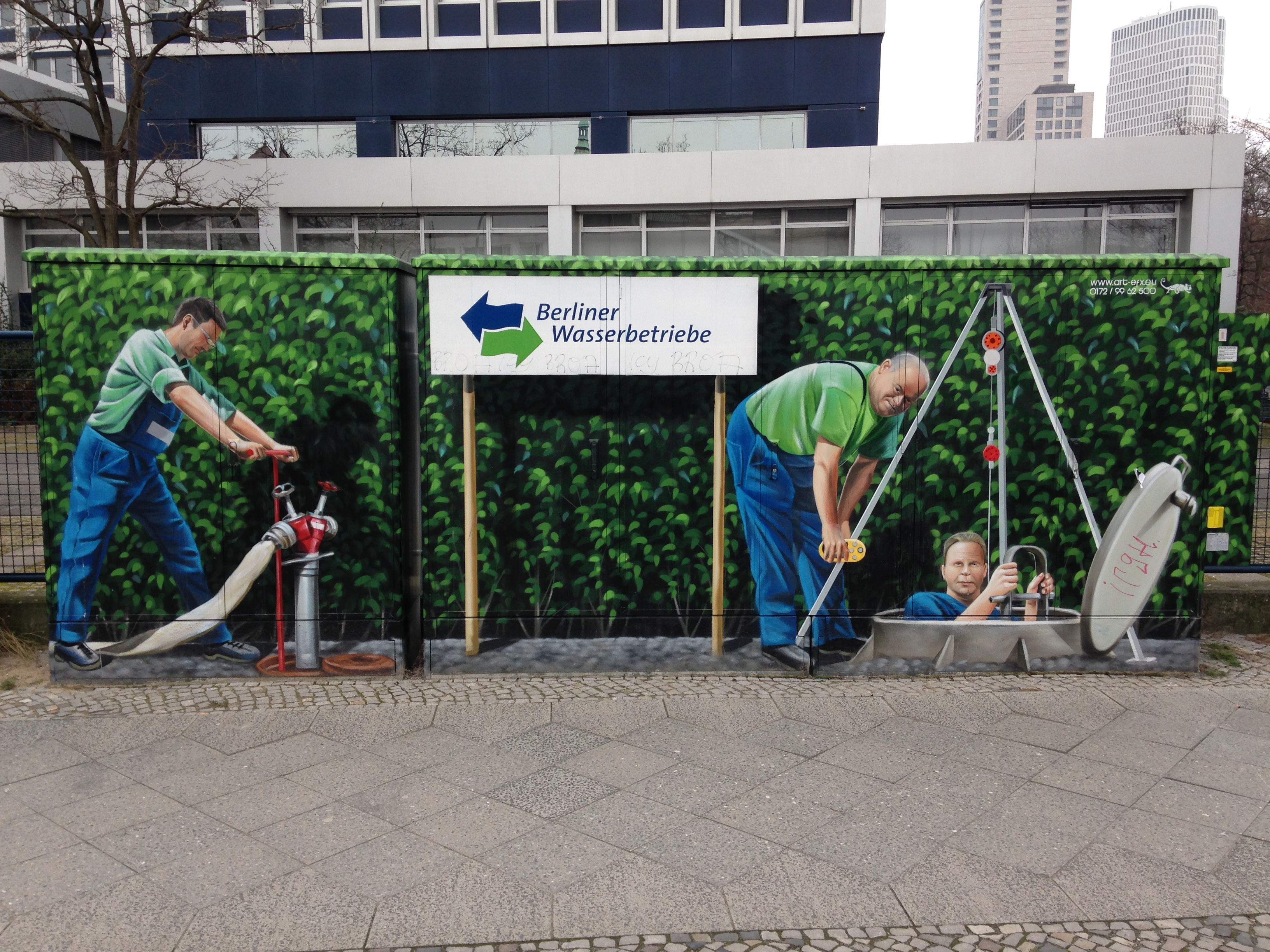
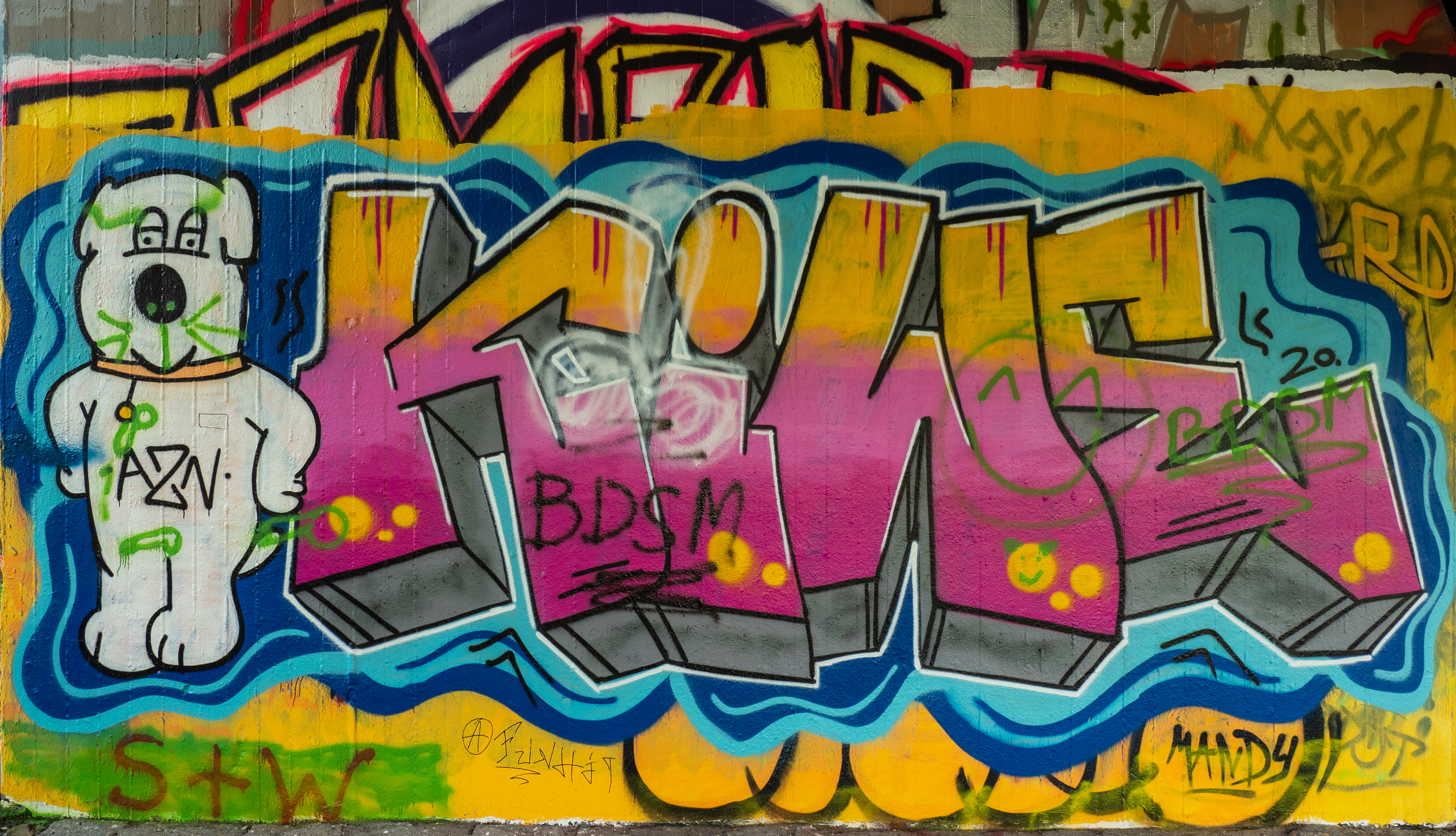
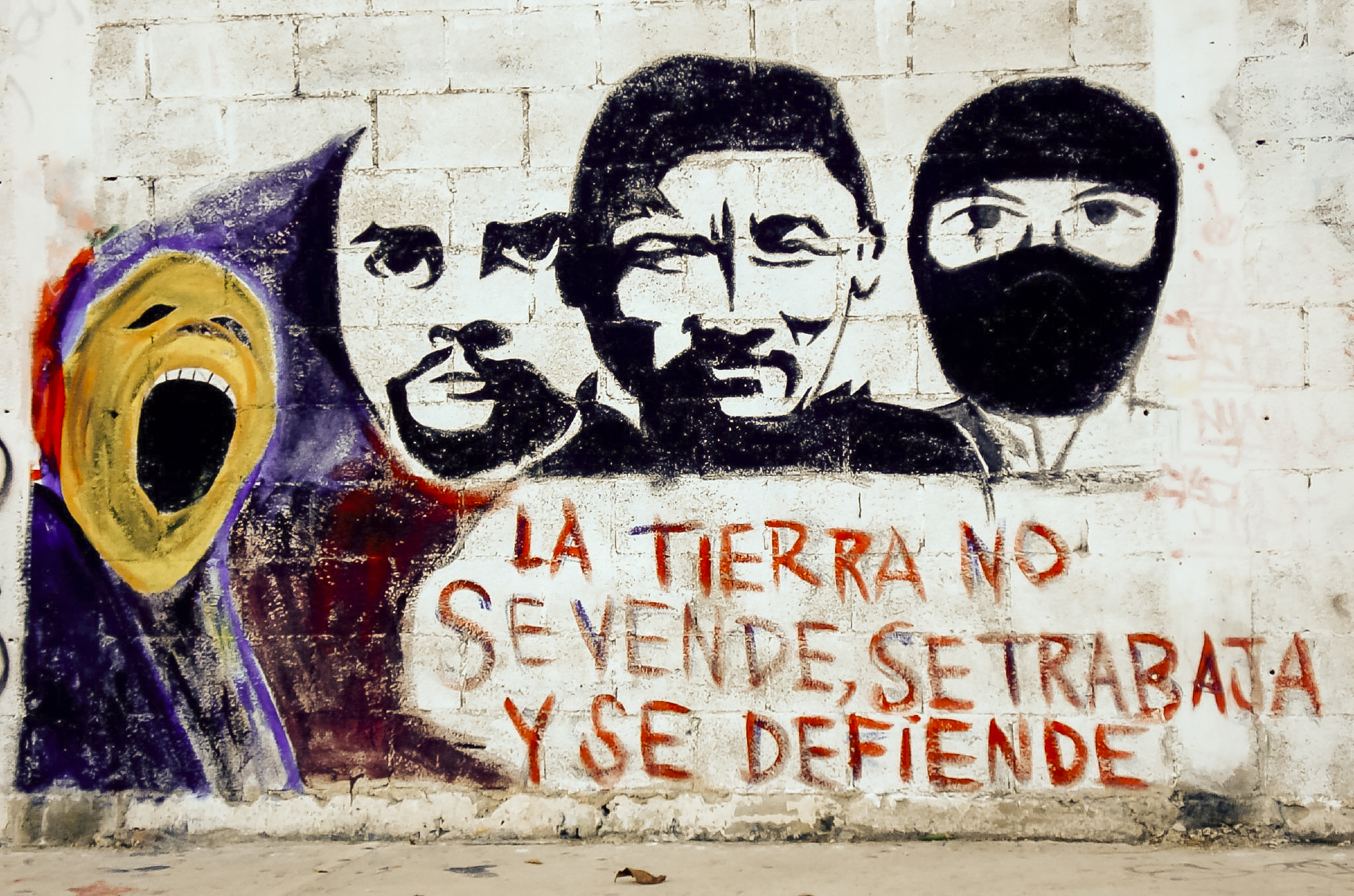
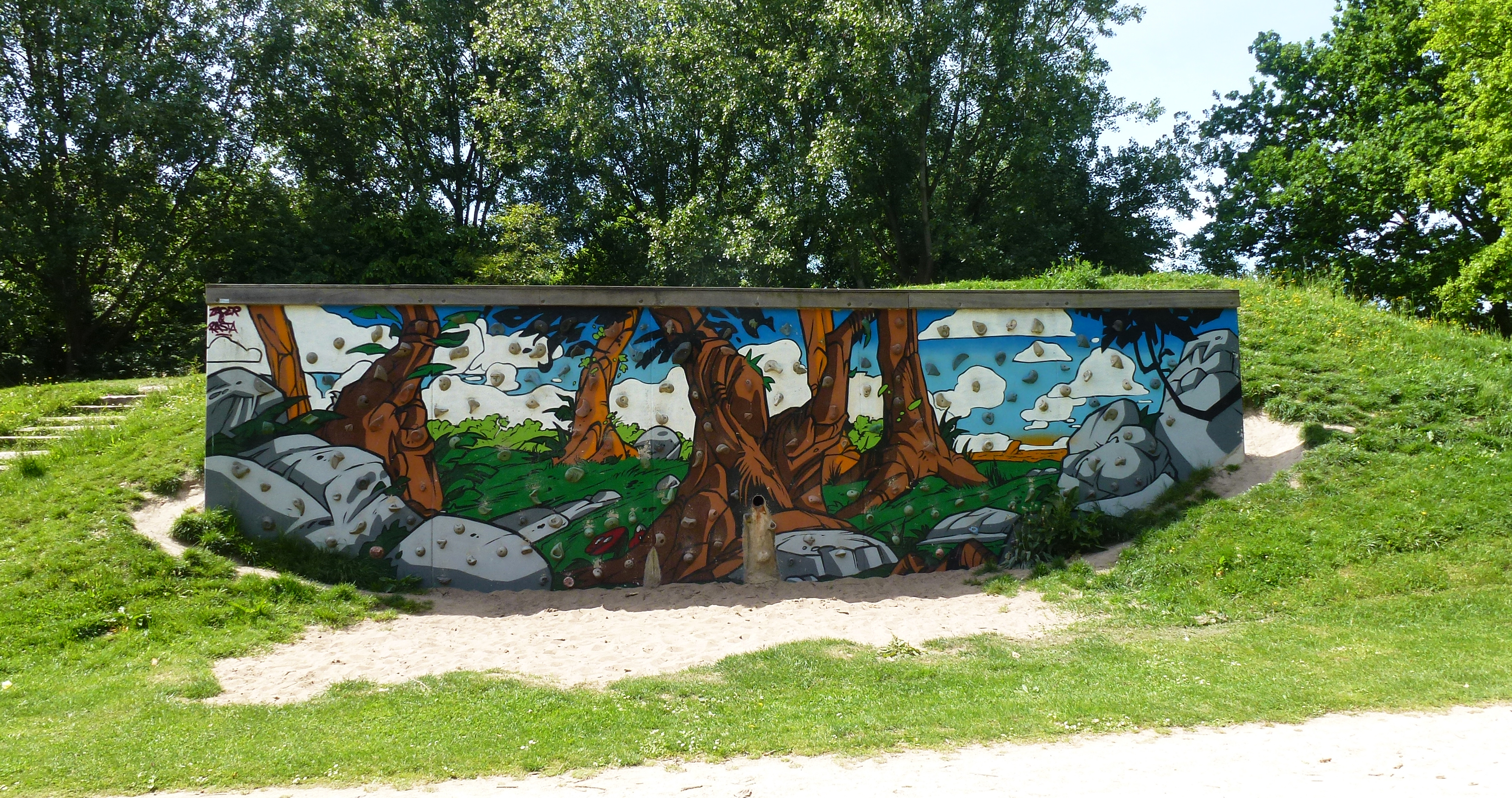
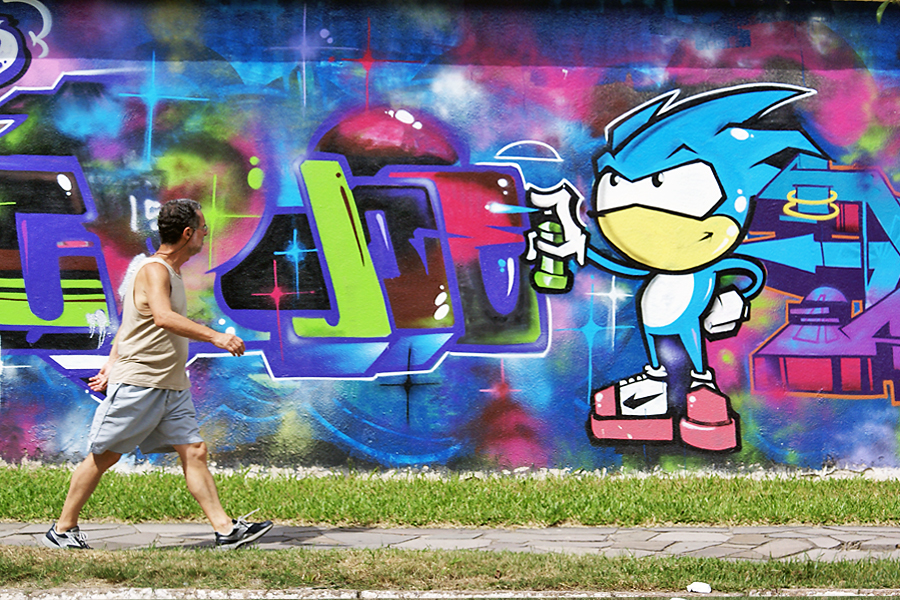
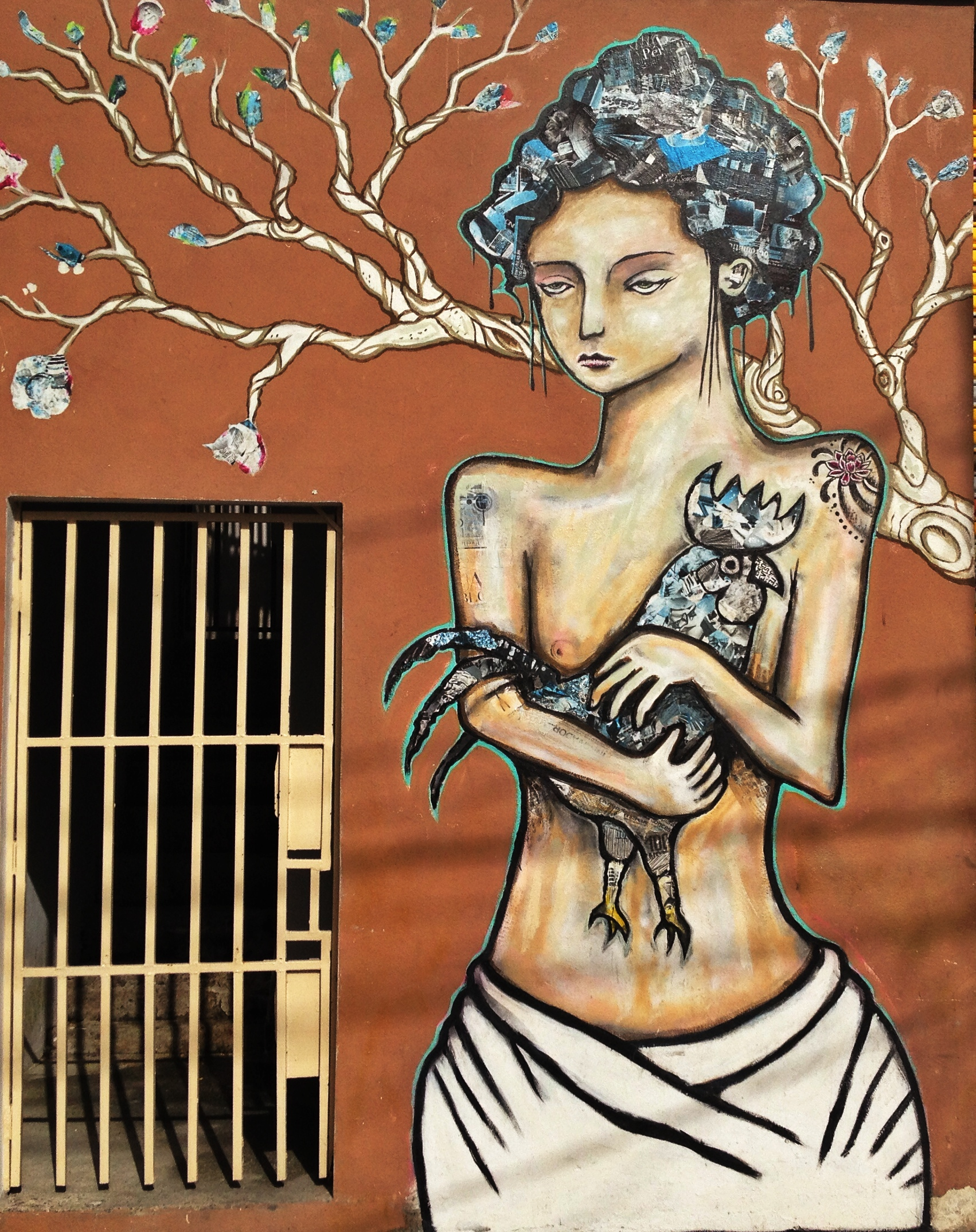
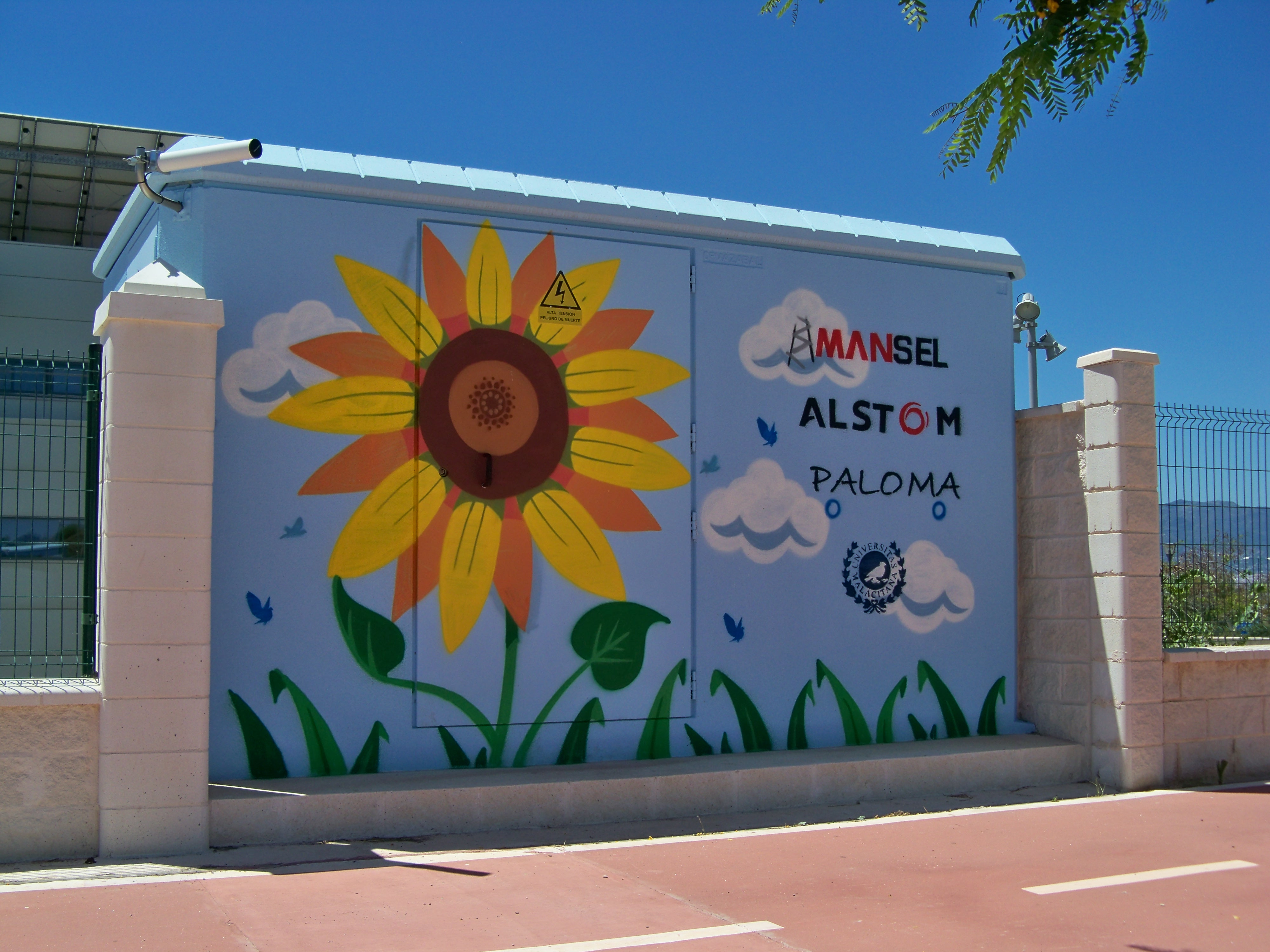